# Familia Ogiński

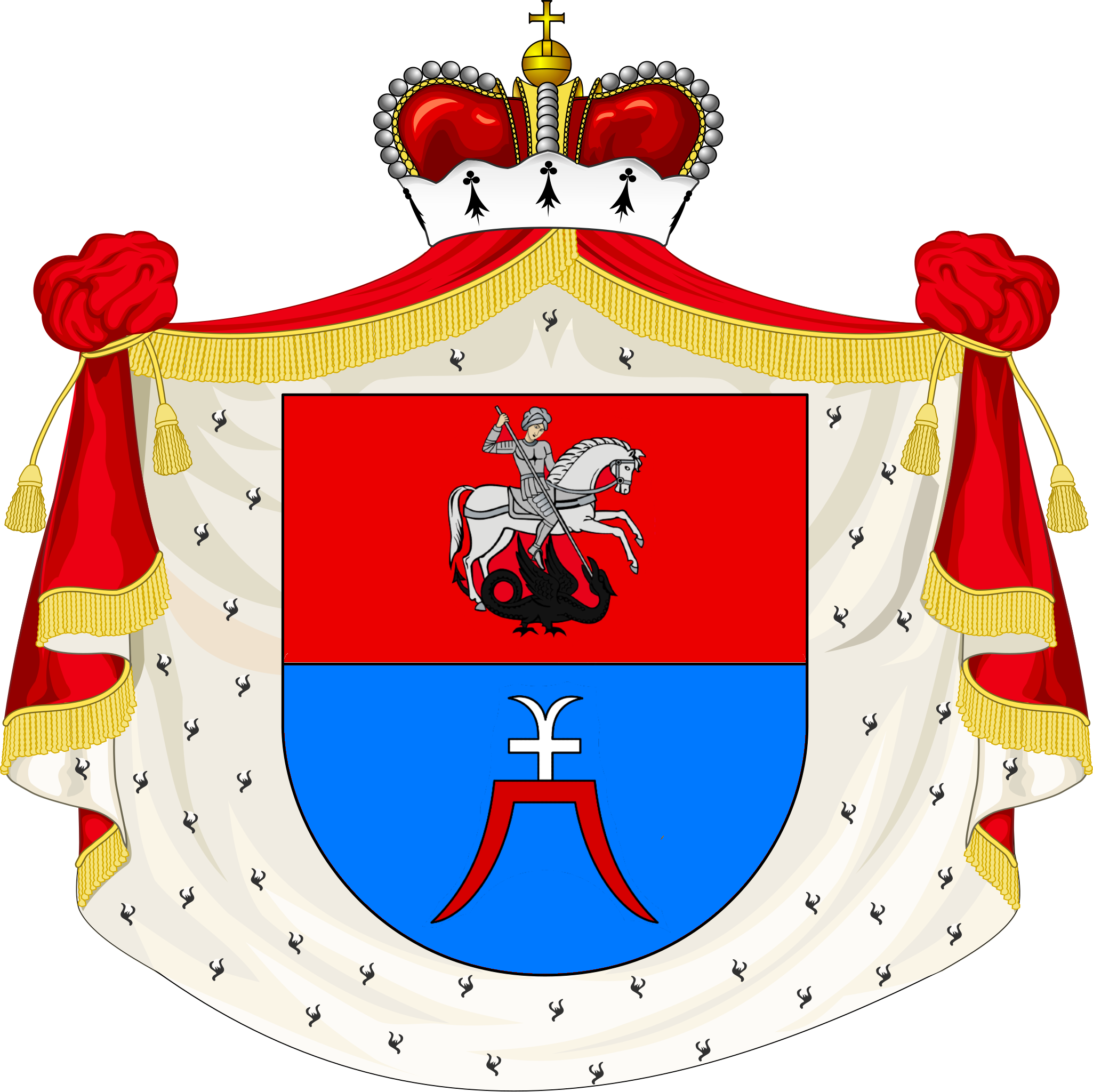
Escudo de armas de la familia Ogiński

Los Ogiński, forma femenina: Ogińska, plural: Ogińscy ( en lituano: Oginskiai, en bielorruso: Агінскія, Ahinskija ) fue una familia noble del Gran Ducado de Lituania y Polonia (más tarde, la Mancomunidad Polaco-Lituana ), miembro de las Casas Principescas de Polonia.
Lo más probable es que fueran de estirpe Rurikid, emparentada con la familia Knyaz de Chernihi y que fueran originarios de la región de Smolensk, incorporada al Gran Ducado de Lituania aproximadamente en el siglo XIV. La familia lleva el nombre de Uogintai (en polaco: Oginty, en el actual distrito de Kaišiadorys de Lituania), una propiedad importante de la familia en Lituania que fue concedida al precursor de la familia, Knyaz Dmitry Hlushonok (fallecido en 1510), por el Gran Duque de Lituania Alejandro en 1486.
Esta familia, importante en el Gran Ducado de Lituania, había producido muchos funcionarios importantes del Estado, así como varios músicos notables. El bastión político del clan Ogiński era el voivodato de Vitebsk, donde se construyó un palacio en la primera mitad del siglo XVII por Samuel Ogiński. Hasta principios del siglo XIX, fue el mayor edificio público de la ciudad de Vitebsk.
El 18 de septiembre de 1711 el obispo Bogusław Gosiewski vendió la ciudad de Maladzyechna a la familia Ogiński. Entre los propietarios de la zona se encontraban Kazimierz Ogiński y Tadeusz Ogiński, el castellano de Trakai. La familia Ogiński convirtió la ciudad en uno de los principales centros de sus dominios. Erigieron un nuevo palacio clasicista con notables frescos, así como una iglesia del renacimiento tardío. En 1783 la familia recibió el título de príncipe del emperador del Sacro Imperio Romano Germánico. La existencia continuada de la familia se encuentra en las listas de las casas principescas de Polonia.
En 1882 las aldeas Zalavas y Kavarskas fueron compradas por Michał Ogiński, un heredero de la familia Ogiński que las había poseído en el siglo XVIII. También poseían temporalmente Siedlce. Fueron los patrocinadores de las ediciones ortodoxas orientales en lengua rutena y eslava. Los publicistas ortodoxos llamaban al clan de Oginski "el bastión de la fe ortodoxa". El último magnate ortodoxo, Marcjan Aleksander Ogiński, tuvo que elegir entre la Iglesia católica latina y la católica oriental.

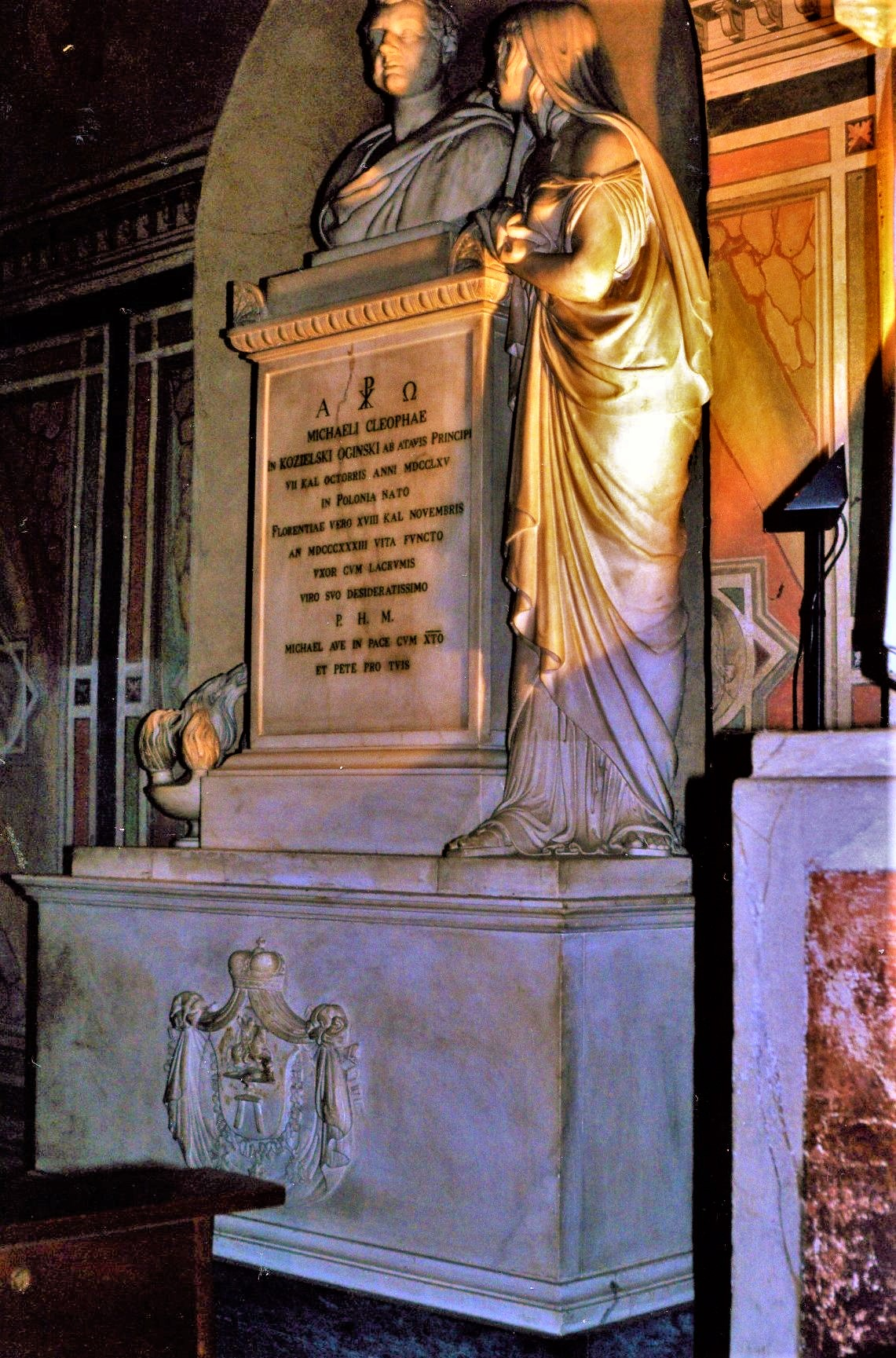
Tumba de Michal Kleofas Oginski Basílica de la Santa Cruz, Florencia

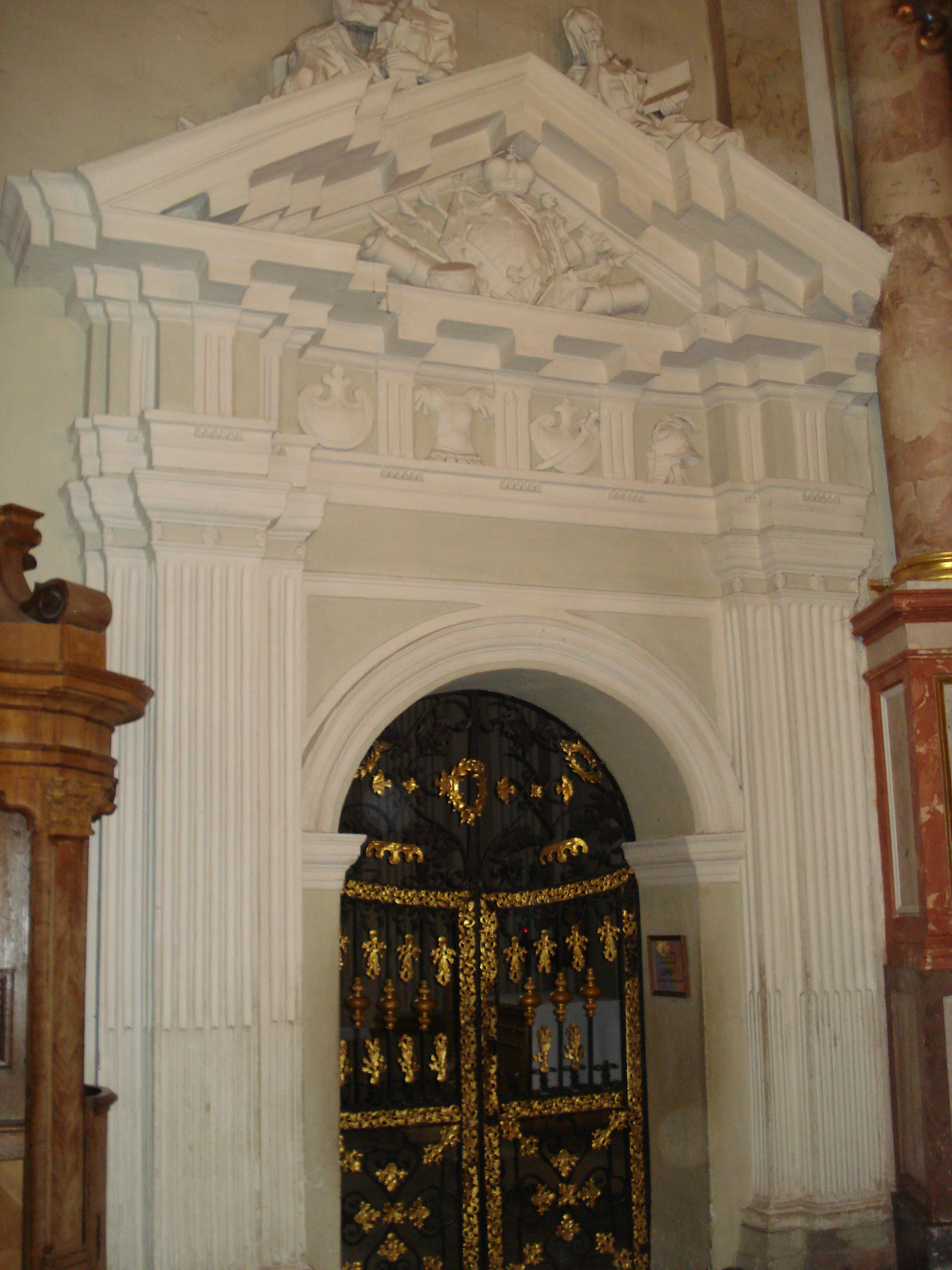
Capilla Oginski en la Iglesia de San Juan (Vilnius)

## Escudo de armas
La Casa de Ogiński usó el escudo de armas de Brama .

## Miembros notables de la familia
- Jan Samuelowicz Ogiński (1619-1684), Field Hetman de Lituania, se casó con Anna Siemiaszko
- Marcjan Aleksander Ogiński (1632-1690), Gran Canciller de Lituania, voivoda de Troki, se casó con Marcybella Anna Hlebowicz h. Leliwa y Konstancja Krystyna Wielopolska h. Starykoń
- Grzegorz Antoni Ogiński (1654-1709), Gran Hetman de Lituania, se casó con Teofilia Czartoryska h. Czartoryski
- Aleksander Ogiński (? – 1667), último senador ortodoxo del General Sejm, abanderado del voivodato de Trakai, se casó con NN Szemet y Katarzyna Połubińska h. Jastrzębiec ,
- Samuel Ogiński (? - 1657), cortesano, rotmistrz real, stolnik y ciwun de Troki, se casó con Zofia Bielewicz
- Ludwik Karol Ogiński (1618-1718), obispo de Smoleńsk
- Ignacy Ogiński (c. 1698-1775), Gran Mariscal de Lituania, diplomático, se casó con Helena Ogińska
- Marcjan Michał Ogiński (1672-1750), voivoda de Witebsk, se casó con Teresa Brzostowska h. Strzemię, Teresa Tyzenhaus h. Bawół, Krystyna Abramowicz na Wornianach h. Jastrzębiec y Tekla Anna Larska
- Tadeusz Franciszek Ogiński (1712–1783), senador, presidente del Sejm, voivoda de Troki, se casó con Izeballa Radziwiłł h. Trąby y Jadwiga Załuska h. Junosza
- Michał Kazimierz Ogiński (1730–1800), Gran Hetman de Lituania, senador y compositor, se casó con Aleksandra Czartoryska h. Czartoryski
- Andrzej Ignacy Ogiński (1740–1787), voivoda de Troki, diplomático, se casó con Paula Szembek h. Szembek
- Michał Kleofas Ogiński (1765–1833), hijo del anterior, Gran Tesorero de Lituania, senador y compositor, autor de la polonesa Adiós a la patria, se casó con Izabela Lasocka h. Dołęga y María de Neri
- Amelia Załuska (1805-1858), compositora, poeta y pintora, se casó con el conde Teofil Karol Załuski h. Junosza